# Liolaemus patriciaiturrae
Liolaemus patriciaiturrae — вид ігуаноподібних ящірок родини Liolaemidae. Ендемік Чилі.

## Поширення і екологія
Liolaemus patriciaiturrae мешкають в Чилійських Андах в регіоні Атакама. Вони живуть на високогірних солончакових пустищах. Зустрічаються на висоті від 2850 до 3800 м над рівнем моря. Є всеїдними і живородними.

## Збереження
МСОП класифікує стан збереження цього виду як близький до загрозливого. Liolaemus patriciaiturrae загрожує знищення природного середовища.